# CHa-118
CHa-118 — мисливець за підводними човнами Імперського флоту Японії, який взяв участь у Другій світовій війні.
Корабель відносився до нідерландських тральщиків типу Ardjoeno та був споруджений в 1940 році на верфі Droogdok Maatschappij в Сурабаї (східна частина острова Ява) як «Salak» (також мав позначення HMV 8). 3 березня 1942-го тральщик затопили у Сурабаї, оскільки 1 березня на заході та сході Яви висадились японські десанти.
Японці організували підйом та ремонт корабля, що завершився 15 червня 1944-го, а з 31 липня 1944-го ввели його до складу флоту як допоміжний мисливець за підводними човнами CHa-118 (можливо відзначити, що за однією з версій як CHa-118 діяв інший колишній нідерландський тральщик «Tjerimai» – що зазвичай все-таки співвідноситься з мисливцем CHa-101). 
Первісно корабель включили 24-ї спеціальної військово-морської бази, що мала штаб у Енде на острові Флорес та належала до Другого Південного Експедиційного флоту (відповідав за контроль над окупованими територіями Індонезії). Втім, вже з вересня 1944-го він належав до 23-ї спеціальної військово-морської бази зі штабом у Макассарі (піденно-західний півострів острова Сулавесі).
6 листопада 1944-го в морі Саву біля північного узбережжя острова Сумба CHa-118 був важко пошкоджений австралійськими літаками, після чого більше не відновлювався та в таком стані дочекався завершення війни в Сурабаї. В подальшому він певний час використовувався як плавучий причал.